# Hydropsyche appendicularis
Hydropsyche appendicularis är en nattsländeart som beskrevs av Martynov 1931. Hydropsyche appendicularis ingår i släktet Hydropsyche och familjen ryssjenattsländor. Inga underarter finns listade i Catalogue of Life.